# Article 26 de la Constitution tunisienne de 1959
L'article 26 de la Constitution tunisienne de 1959 est le 26e des 78 articles de la Constitution tunisienne adoptée le 1er juin 1959.
Neuvième article du deuxième chapitre intitulé « Le pouvoir législatif », il décrit la composition de l'Assemblée nationale tunisienne, les conditions de ses membres, leurs attributions et son fonctionnement. 

## Texte
« Le député ne peut être poursuivi, arrêté ou jugé en raison d'opinions exprimées, de propositions émises ou d'actes accomplis dans l'exercice de son mandat au sein de l'Assemblée. »